# Rettungskollaps
Der Begriff Rettungskollaps (englisch rescue collapse) stammt aus der Rettungsmedizin. Bei einem Rettungskollaps treten Störungen der Herz-Kreislauf-Funktion auf, wobei Herzkammerflimmern zum Bergungstod führt. Kasuistiken beschreiben eine Arrhythmie während der Rettungsmaßnahmen als Folge  einer senkrechten Position des Verunglückten beim Transport. Bei einer hinzutretenden Hypothermie (Unterkühlung) ist die Gefahr eines Rettungskollapses durch die veränderte Kreislauf- und Stoffwechselsituation am größten. Insbesondere in Seenot geratene Schiffbrüchige können beim Bergen in senkrechter Körperposition einen Rettungskollaps erleiden. Bei aktivem Anbord-Klettern besteht die gleiche Gefährdung wie bei einer senkrechten Helikopter-Rettung. Dies gilt auch für die Bergrettung und Höhlenrettung. Zielsetzung ist, einerseits eine Unterkühlung zu vermeiden und andererseits die Bergung in waagrechter Position durchzuführen, damit es nicht zu einem Rettungskollaps kommt.

## SARRRAH
Das Projekt SARRRAH („Search and Rescue, Resuscitation and Rewarming in Accidental Hypothermia“) hat zum Schwerpunkt seiner Arbeit gemacht, die Rettung unfallbedingt stark Unterkühlter (insbesondere im Bereich der Seenotrettung bzw. bei Ertrinkungsunfällen) und damit deren Überlebenschancen vor allem durch standardisierte Rettungs- und Behandlungskonzepte zu verbessern. Im Rahmen des Forschungsprojektes Rescue Lifting System (RLS) wurden spezielle Doppelschlaufen im Rettungsgeschirr entwickelt, mit denen eine Art Liegesitzposition erreicht wird. Diese hat sich sowohl medizinisch als auch während der Rettungsmanöver als ideal herausgestellt.

## ICAR
Die Internationale Kommission für alpines Rettungswesen hat Empfehlungen zur Bergrettung herausgegeben. Unter anderem wird darin eine ständige EKG-Überwachung während der Bergung und während des Transports empfohlen. Fremdreize der möglichen Opfer sollten minimiert werden, gleichzeitig sollen übermäßige Bewegungen der Gliedmaßen vermieden werden. Der Transport soll möglichst schonend und in waagrechter Position erfolgen.

## Beispiel
Bei der komplizierten Rettungsaktion in der Riesending-Schachthöhle im Juni 2014 spielte die Gefahr eines Rettungskollapses eine große Rolle, weil in dem sehr großen Höhlensystem lange und schwierige Wege zu überwinden waren und medizinisches Spezialgerät unter Tage nicht vorhanden war. Insbesondere ging es darum, bei einer Umgebungstemperatur von 4 Grad Celsius eine Hypothermie zu vermeiden und den verletzten Höhlenforscher – soweit es die Gegebenheiten zuließen – möglichst in waagerechter Position zu transportieren.